# رهاشده (فیلم ۲۰۱۵)
طرد شده (به انگلیسی: Forsaken) یک فیلم درام و وسترن کانادایی محصول سال ۲۰۱۵ به کارگردانی جان کسار با بازی کیفر ساترلند، دونالد ساترلند، برایان کاکس، مایکل وینکات، آرون پول و دمی مور است. این فیلم نخستین بار در شانزدهم سپتامبر ۲۰۱۵ در جشنواره بین‌المللی فیلم تورنتو ۲۰۱۵ به نمایش در آمد. فیلم در تاریخ ۱۹ فوریه ۲۰۱۶ انتشار جهانی داشت.

## داستان
داستان فیلم درباره یک هفت تیرکش و پدرش می‌باشد که می‌بایست در مقابل یک گروه تفنگدار ظالم برای حفاظت از مزرعه‌هایشان ایستادگی کنند. اما …

## تولید
فیلمبرداری اصلی در جولای ۲۰۱۳ در کلگری با بودجه ۱۱ میلیون دلاری آغاز شد.

## پاسخ انتقادی
این فیلم نقدهای متفاوتی از سوی منتقدان دریافت کرد. در راتن تومیتوز بر اساس ۴۰ بررسی به آن امتیاز ۴۳ درصد داد. متاکریتیک بر اساس ۱۶ منتقد امتیاز ۵۶ از ۱۰۰ را به آن داد و آن را "مختلط یا متوسط" نامید.